# Муджун
Муджун, или Муджунский джамоат (Муджум, тадж. Ҷамоати деҳоти Муҷун) — джамоат в Деваштичском районе Согдийской области Таджикистана.

## География
Джамоат Муджун расположен в юго-восточной части Деваштичского района Согдийской области, в 12 км от областного центра и в 260 км от центра Республики Таджикистан. Джамоат Муджун расположен на северных склонах Туркестанского хребта. Общинный центр села Муджун расположен на высоте 1035 м над уровнем моря. Общая площадь джамоата Муджун составляет 19,47 км². Сельская община Муджун состоит из 10 сёл: Муджун, Истиклол, Хазорчашма, Мехробод, Нуробод, Панджбог, Хавутак, Анбарин, Гулшан и Зароб. Джамоат расположен на юго-востоке Деваштичского района, граничит с джамоатом Газантарак на севере, с джамоатами Расровут, Вахдат и Исмоили Сомони — на юге и Истаравшанским районом (18 км) — на западе, на востоке — с Баткентской областью Кыргызской Республики .

## История
Джамоат Муджун был образован в 1929 году, как Муджунский кишлачный совет, на основании документов, представленных государственным архивом в городе Истаравшан. Назывался к/с Иторчи в 1935 году и к/с Анбаргаз в 1944 году. В 1950-х годах, после распада Калининабадского района, населённые пункты на его территории присоединились к к/с Муджун.

## Климат
Среднегодовая солнечная радиация составляет 6200 кв.м., среднегодовая температура воздуха 12,5 ° С. Средняя температура в июле составляет 30-32,4 ° С, а в январе от -2 до -14 ° С. В джамоате Муджун годовое количество осадков составляет 220-320 мм.
Джамоат находится на высоте 1050 м над уровнем моря. Община богата природными ресурсами строительных материалов (глина, почва, фундаментные камни, камни для производства извести). Почвы джамоата в основном бывают темно-серыми, суглинистыми, дробленых гравийными, а также каменистыми с песками.

## Население
По состоянию на 1 января 2011 года население села Муджун составляет 24 840 человек, или 18% от общей численности населения района Деваштич, в том числе 12581 мужчин, 12259 женщин, а среднегодовой темп прироста населения составляет 2,98%. В джамоате 6348 дворов.

## Населённые пункты
| №  | Населённый пункт | Прежние названия | Тип населённого пункта | Население, 2017 |
| -- | ---------------- | ---------------- | ---------------------- | --------------- |
| 1  | Муджун           |                  | село, адм. центр       | 7661            |
| 2  | Истиклол         | Иторчи           | село                   | 6378            |
| 3  | Хазорчашма       | Уртакургон       | село                   | 4630            |
| 4  | Мехробод         | Кенагас          | село                   | 3124            |
| 5  | Нуробод          | Кучкина          | село                   | 3053            |
| 6  | Зароб            | Мангит           | село                   | 1408            |
| 7  | Хавутак          |                  | село                   | 1161            |
| 8  | Анбарин          | Анбаргаз         | село                   | 408             |
| 9  | Панджбог         | Бешкал           | село                   | 332             |
| 10 | Гульшан          | Чагат            | село                   | 399             |